# محادثات السلام في جنيف بشأن سوريا (2017)
محادثات السلام في جنيف بشأن سوريا هي مفاوضات بين الحكومة السورية والمعارضة السورية تحت رعاية الأمم المتحدة، بهدف إيجاد حل للحرب الأهلية السورية. بدأت المحادثات في 23 فبراير 2017، وانتهت رسميًا في 3 مارس 2017 بعد 8 أيام من المناقشات. ورغم أن المحادثات لم تسفر عن أي تقدم ملموس، إلا أن الطرفين اعتبراها أكثر نجاحًا مقارنة بالمحاولات السابقة.

## الاستعدادات
في 1 فبراير 2017، أعلن مبعوث الأمم المتحدة ستافان دي ميستورا أن الجدول الزمني لمؤتمر جنيف الرابع بشأن سوريا سيُمدد من 8 إلى 20 فبراير. وحذر المعارضة بضرورة اختيار وفد تمثيلي بحلول 8 فبراير، وإلا فإنه سيختار الوفد بنفسه. وقد أدان ممثلو المعارضة هذا البيان بسرعة، بما فيهم رياض فريد حجاب، رئيس الهيئة العليا للمفاوضات.
في 10 فبراير، دعا وزير خارجية روسيا سيرغي لافروف، إلى عقد مؤتمر مباشر بين الحكومة والمعارضة، بدلاً من المحادثات غير المباشرة التي جرت في أستانا بكازاخستان في الفترة من 23 إلى 24 يناير. كما دعا حزب الاتحاد الديمقراطي الكردي إلى المشاركة في المحادثات، إلا أن تركيا رفضت هذا الاقتراح. وفي 12 فبراير، انضم ثلاثة من مسؤولي المجلس الوطني الكردي إلى وفد الائتلاف الوطني الذي ضم 21 عضوًا برئاسة نصر الحريري.
في 22 فبراير، وفي اليوم السابق للمحادثات المقررة، ذكر ستافان دي ميستورا أن مؤتمر السلام سيستند إلى قرار مجلس الأمن التابع للأمم المتحدة رقم 2254، الذي دعا إلى إنهاء الهجمات على المدنيين، واستبعاد تنظيم الدولة الإسلامية وجبهة النصرة، وإقامة مجتمع متعدد الإثنيات يشمل جميع الفئات العرقية والدينية في سوريا، بالإضافة إلى إنشاء دستور جديد وإجراء انتخابات حرة ونزيهة في غضون 18 شهرًا.

## المشاركون
- الأمم المتحدة[6]
  - مبعوث الأمم المتحدة إلى سوريا ستافان دي ميستورا
  - مجلس الأمن التابع للأمم المتحدة
  - المجموعة الدولية لدعم سوريا
- ممثل الجمهورية العربية السورية بشار الجعفري
- الهيئة العليا للمفاوضات (21 عضوًا) – بقيادة نصر الحريري[5]
  - الائتلاف الوطني لقوى الثورة والمعارضة السورية
    - 3 مندوبين من المجلس الوطني الكردي
- مجموعتين من المعارضة مقرهما في القاهرة وتدعمهما روسيا[7]
  - «مجموعة القاهرة» بقيادة جهاد مقدسي[2]

## البدء الرسمي للمحادثات
بدأ المؤتمر رسميًا في 23 فبراير 2017. وقد وصل ممثلو المعارضة السورية في وقت متأخر بسبب الخلافات بين الكتل المعارضة المختلفة. وواجه مندوبو الحكومة والمعارضة بعضهم بعضًا ولكنهم لم يتحدثوا مباشرة إلى بعضهم البعض في اليوم الأول.
في 25 فبراير، هاجم انتحاريو هيئة تحرير الشام مقر المخابرات العسكرية السورية في حمص، مما أسفر عن مقتل عشرات من قوات الأمن، بما في ذلك رئيس فرع الأمن العسكري في حمص. ردًا على ذلك، قصفت القوات الجوية السورية حي الوعر الذي يسيطر عليه المتمردون، وأصيب أكثر من 50 مدنيًا. وقد أدانت الأمم المتحدة هذه الهجمات ووصفتها بمحاولات «متعمدة» لعرقلة المفاوضات في جنيف.

## الاختتام الرسمي لجنيف الرابع
واختتمت محادثات جنيف الرابعة رسميًا في 3 مارس 2017. ولم تحقق المحادثات انفراجًا ولكنها اختتمت بوضع «جدول أعمال متفق عليه» وادعى الطرفان أنه تم إحراز نجاحات صغيرة. وبخلاف المحاولات الفاشلة السابقة، لم ينسحب أي وفد من الوفود خلال المؤتمرات. من المقرر أن تجري الجولة القادمة من المحادثات في أستانا في 14 مارس. سيبدأ مؤتمر جنيف الخامس في 20 مارس. ستركز هذه المحادثات المقررة حديثًا على «انتقال سياسي» في سوريا.